# منطقة وصاية شيلاتشب

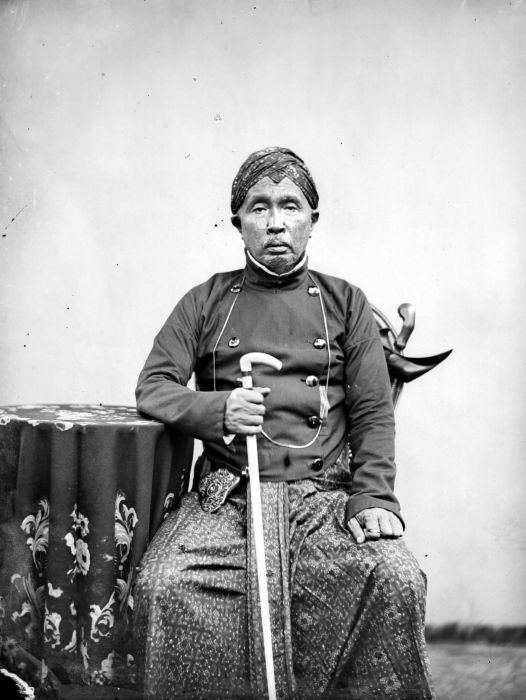
وصي شيلاتشب

منطقة وصاية چيلاچب أو شيلاتشب (بالإندونيسية: Kabupaten Cilacap)‏ هي منطقة وصاية تقع في مقاطعة جاوة الوسطى بإندونيسيا، بلغ عدد سكانها 1,799,761 نسمة وذلك حسب إحصائيات سنة 2014، عاصمتها هي مدينة Cilacap ‏، تبلغ مساحتها 2,124.47 كيلومتر مربع.

## أعلام
- تيريزه فون باخراخت
- فيكي شو